# Which Light Switch Is Which?
Which Light Switch Is Which? è un singolo del gruppo musicale tedesco Scooter, pubblicato il 6 dicembre 2019. È il quarto singolo pubblicato in collaborazione con Sebastian Schilde e successivamente incluso nell'album God Save the Rave. Non è stato rilasciato su supporto fisico, ma in due fasi: il 6 dicembre è stata pubblicata la versione standard e il 20 dicembre la versione estesa. La canzone è una reinterpretazione di "Strings of Infinity" di T-Marc e Vincent del 1995.

## Storia
La canzone è stata suonata per la prima volta durante un concerto a Liberec nel novembre 2019, nella versione speciale con l'introduzione estesa. Il titolo del brano è stato ispirato da un'esperienza personale di H.P. Baxxter. Quando aveva 19 anni, si trovava a Londra a casa di un amico e soggiornavano dalla zia di questo amico a Watford. Dopo un concerto a Chelmsford, tornarono tardi e trovarono un pannello con molti interruttori. Dopo numerosi tentativi, trovarono l'interruttore giusto. La mattina successiva, il fratello dell'amico lasciò un biglietto ricordando di mostrare a H.P. quale interruttore accendeva quale luce, poiché la notte precedente avevano svegliato tutta la famiglia. H.P. conservò il biglietto, che ispirò il titolo del nuovo singolo.

## Tracce
Inizialmente è stata pubblicata solo la versione di 3 minuti, mentre l'Extended Mix è stata resa disponibile successivamente con una copertina alternativa.
1. Which Light Switch Is Which? – 3:22
2. Which Light Switch Is Which? (Extended Mix) – 5:57

## Altre versioni
La versione da concerto con l'introduzione estesa è disponibile nell'album del 2020 "I Want You To Stream".

## Videoclip
Il videoclip è stato pubblicato il 17 dicembre, una settimana e mezza dopo l'uscita del singolo. Nel video, i tre membri degli Scooter appaiono in forma di plastica in un mondo generato al computer.